# The Irony of Fate (film 1912 Hale)
The Irony of Fate è un cortometraggio muto del 1912 diretto da Albert W. Hale.

## Produzione
Il film fu prodotto dalla Vitagraph Company of America.

## Distribuzione
Distribuito dalla General Film Company, il film - un cortometraggio in una bobina - uscì nelle sale cinematografiche statunitensi il 28 settembre 1912. Nel Regno Unito, venne distribuito il 26 dicembre 1912.